# Henry Clay McCormick

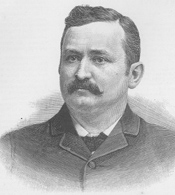
Henry Clay McCormick

Henry Clay McCormick (* 30. Juni 1844 in Washington, Lycoming County, Pennsylvania; † 26. Mai 1902 in Williamsport, Pennsylvania) war ein US-amerikanischer Politiker. Zwischen 1887 und 1891 vertrat er den Bundesstaat Pennsylvania im US-Repräsentantenhaus.

## Werdegang
Henry McCormick besuchte die öffentlichen Schulen seiner Heimat und danach das Dickinson Seminary in Williamsport. Nach einem anschließenden Jurastudium und seiner 1866 erfolgten Zulassung als Rechtsanwalt begann er in Williamsport in diesem Beruf zu arbeiten. Gleichzeitig schlug er als Mitglied der Republikanischen Partei eine politische Laufbahn ein.
Bei den Kongresswahlen des Jahres 1886 wurde McCormick im 16. Wahlbezirk von Pennsylvania in das US-Repräsentantenhaus in Washington, D.C. gewählt, wo er am 4. März 1887 die Nachfolge von William Wallace Brown antrat. Nach einer Wiederwahl konnte er bis zum 3. März 1891 zwei Legislaturperioden im Kongress absolvieren. Ab 1889 war er Vorsitzender des Eisenbahn- und Kanalausschusses.
Im Juni 1892 nahm Henry McCormick als Delegierter an der Republican National Convention in Minneapolis teil. Am 1. Januar 1892 wurde er Präsident der Eisenbahngesellschaft Williamsport and North Branch Railroad. Zwischen 1895 und 1899 übte er das Amt des Attorney General von Pennsylvania aus; danach praktizierte er wieder als Anwalt. Er starb am 26. Mai 1902 in Williamsport, wo er auch beigesetzt wurde.